# Guern
Guern (tiếng Breton: Gwern) là một xã ở tỉnh Morbihan trong vùng Bretagne tây bắc Pháp. Xã này có diện tích 47,01 km², dân số năm 1999 là 1398 người. Khu vực này có độ cao từ 67-188 mét trên mực nước biển.
Cư dân của Guern danh xưng trong tiếng Pháp là Guernattes.